# Preferans
Preferans - gra karciana dla 3 osób polegająca na braniu lew podobna do brydża. W preferansie gracze licytują o prawo wyboru koloru atutowego i bycia rozgrywającym. Licytacja bardzo przypomina tę z brydża. Cechą niezwykłą preferansa jest to, że obrońcy nie muszą brać udziału w rozgrywce - mogą się wycofać. 
Gra była bardzo popularna w Polsce w XIX w. i w okresie przedwojennym. Z połączenia preferansa i wista powstały wczesne odmiany brydża takie jak wist z licytacją. Współcześnie gra jest popularna w Rosji. 

## Zasady

### Wstęp
Gra się w 3 osoby talią licząca 32 karty złożoną z kart od asa do siódemek. Starszeństwo kart jest standardowe (od najstarszej): 
A, K, Q, J, 10, 9, 8, 7.
Gra składa się z następujących faz: 
- rozdania kart,
- licytacji,
- podniesienia musika i wymiany kart,
- zadeklarowania gry przez rozgrywającego,
- zadeklarowania chęci gry przez obrońców (wistowania),
- rozgrywki,
- dokonania zapisu.

Rozdający rozdaje każdemu graczowi po 10 kart oraz 2 karty do musika. Licytację rozpoczyna gracz siedzący na lewo od rozdającego. Celem licytacji jest wyłonienie rozgrywającego i koloru atutowego (lub bez atu). W fazie rozgrywki rozgrywający gra przeciwko dwóm lub jednemu obrońcy. 

### Licytacja, wymiana kart i zadeklarowanie gry
Rozpoczyna ją gracz siedzący na lewo od rozdającego. Polega na zgłaszaniu odzywek. Odzywka składa się z liczby i miana. Starszeństwo mian jest następujące (od najmłodszego): 
♠️️, ♣️️, ♦️, ♥️️, bez atu (BA).
Najniższa możliwa odzywka to 6♠️️, czyli zobowiązanie do wzięcia 6 lew przy pikach jako kolorze atutowym. Najwyższa odzywka to 10 BA. Odzywki można tylko podwyższać. 
Zwycięzca licytacji bierze karty z musika, pokazuje je przeciwnikom, wymienia 2 karty, odkłada odrzucone karty do musika po czym deklaruje grę. Zadeklarowana gra może być w innym mianie niż zwycięska odzywka w licytacji, ale musi być od niej starsza.

### Wistowanie
Po zadeklarowaniu gry przez rozgrywającego pozostali gracze mogą zadeklarować chęć bycia obrońcami mówiąc "wistuję" lub spasowania. Wistowanie oznacza obowiązek wzięcia określonej liczby lew przez gracza. Jest to:
- 2 lewy, jeżeli zadeklarowana gra jest na wysokości 6[3].
- 1 lewa, jeżeli zadeklarowana gra jest na wysokości 7, 8 lub 9[3].

Jeżeli rozgrywający zadeklarował grę na wysokości 10, to pozostali gracze mają obowiązek wistowania, ale nie mają obowiązku wzięcia ani jednej lewy. 
Jeżeli gracz pasował, to jego partner ma dwie opcje do wyboru: może grać sam, wówczas w rozgrywce bierze udział tylko dwóch graczy i tylko 20 kart. Może też przywołać swojego partnera do gry mówiąc "przywołuję". Może go przywołać do gry "na ciemno" lub "na widno". W tym pierwszym przypadku gracz sam gra swoimi kartami. W tym drugim odsłania swoje karty po zagraniu pierwszej karty (podobnie do "dziadka" w brydżu) i gra nimi jego partner. Gracz wywołujący partnera jest zobowiązany do wzięcia: 
- 4 lew, jeżeli zadeklarowana gra jest na wysokości 6[3].
- 2 lew, jeżeli jest na wysokości 7[3].
- 1 lewy, jeżeli jest na wysokości 8 lub 9[3].

Jeżeli obaj obrońcy spasują, karty są składane, a rozdanie uznaje się za wygrane przez rozgrywającego.

### Rozgrywka
Rozpoczyna ją rozgrywający kładąc dowolną kartę. Jest bardzo podobna do rozgrywki z gier takich jak brydż czy tysiąc. Istnieje obowiązek dokładania do koloru. Jeżeli nie można dołożyć do koloru, trzeba dołożyć atu. Nie ma obowiązku przebijania. Gracz, który wyłożył najstarszą kartę bierze lewę i wychodzi do następnej itd.

### Punktacja
Rozgrywający za ugranie kontraktu (tzn. wzięcie co najmniej tylu lew ile wylicytował) otrzymuje następującą liczbę pkt.: 
| Wysokość kontraktu | Liczba pkt. w przypadku wygranej |
| 6                  | 10                               |
| 7                  | 20                               |
| 8                  | 30                               |
| 9                  | 40                               |
| 10                 | 50                               |
Jeżeli rozgrywający wziął więcej lew niż zadeklarował, to otrzymuje pkt. tylko za zadeklarowane lewy.
Jeżeli rozgrywający nie zrealizował kontraktu to otrzymuje pkt. ujemne za każdą brakującą lewę. Liczbę pkt. ujemnych w zależności od wysokości kontraktu przedstawia poniższa tabela: 
| Wysokość kontraktu | Liczba pkt. ujemnych za każdą brakującą lewę |
| 6                  | 10                                           |
| 7                  | 20                                           |
| 8                  | 30                                           |
| 9                  | 40                                           |
| 10                 | 50                                           |
Przykłady: 
1) Rozgrywający zadeklarował grę na wysokości 8, wziął tylko 5 lew. Ma 3 wpadki. Zapisuje sobie 3*30=90 pkt. ujemnych.
2) Rozgrywający zadeklarował grę na wysokości 6, wziął tylko 3 lewy. Za 3 wpadki zapisuje sobie 3*10=30 pkt. ujemnych.
Wistujący otrzymują pkt. za wzięte lewy oraz za wpadki rozgrywającego zgodnie z tą samą tabelą co rozgrywający. Przykład: 
Rozgrywający zadeklarował grę na wysokości 7, wziął tylko 5 lew. Pierwszy wistujący wziął 3 lewy. Otrzymuje (3+2)*20=100 pkt. Drugi wistujący wziął 2 lewy i otrzymuje (2+2)*20=80 pkt.
Jeżeli wistujący nie wziął wymaganej liczby lew, to otrzymuje pkt. ujemne zgodnie z tą samą tabelą co rozgrywający. Przykład: 
Zadeklarowana gra jest na wysokości 6. Wistujący zobowiązał się wziąć 2 lewy, nie wziął żadnej. Za dwie wpadki otrzymuje 20 pkt. ujemnych.
Przy rozstrzyganiu czy wistujący ugrał wymaganą liczbę lew uwzględnia się lewy wzięte przez obu partnerów. Np. jeżeli wistujący zobowiązał się do wzięcia 2 lew, wziął 1, a jego partner 3, to nie ma wpadki.